# Saray (district, Tekirdağ)
Saray is een Turks district in de provincie Tekirdağ en telt 44.540 inwoners (2007). Het district heeft een oppervlakte van 611,6 km².
De bevolkingsontwikkeling van het district is weergegeven in onderstaande tabel.
| 1997   | 2000   | 2007   |
| ------ | ------ | ------ |
| 37.267 | 41.217 | 44.540 |